# Nová Ves (Čistá)
Nová Ves je vesnice, část obce Čistá v okrese Rakovník ve Středočeském kraji. Nachází se asi 3,5 kilometru severozápadně od Čisté. Nová Ves leží v katastrálním území Nová Ves u Rakovníka o rozloze 2,86 km². V katastrálním území Nová Ves u Rakovníka leží i Kůzová a Smrk.

## Historie
První písemná zmínka o vesnici pochází z roku 1779.

## Obyvatelstvo
Při sčítání lidu v roce 1921 zde žilo 210 obyvatel (z toho 95 mužů), z nichž byli čtyři Čechoslováci, 205 Němců a jeden cizinec. Kromě jednoho evangelíka a čtyř židů se hlásili k římskokatolické církvi. Podle sčítání lidu z roku 1930 měla vesnice 183 obyvatel: 21 Čechoslováků a 162 Němců. Až na dva členy izraelské církve byli římskými katolíky.
| Rok            | 1869 | 1880 | 1890 | 1900 | 1910 | 1921 | 1930 | 1950 | 1961 | 1970 | 1980 | 1991 | 2001 | 2011 | 2021 |
| -------------- | ---- | ---- | ---- | ---- | ---- | ---- | ---- | ---- | ---- | ---- | ---- | ---- | ---- | ---- | ---- |
| Počet obyvatel | 325  | 278  | 268  | 257  | 291  | 210  | 183  | 77   | 85   | 74   | 48   | 31   | 24   | 12   | 17   |
| Počet domů     | 39   | 39   | 43   | 43   | 43   | 43   | 46   | 34   | 59   | 21   | 16   | 33   | 30   | 29   | 32   |

## Obecní správa
Při sčítání lidu v letech 1850–1885 Nová Ves byla osadou obce Zdeslav v okrese Podbořany. V letech 1885–1979 byla samostatnou obcí, se kterým patřila nejprve do okresu Podbořany, ale v roce 1950 v okrese Plasy a od roku 1960 v okrese Rakovník. Od 1. ledna 1980 je částí obce Čistá v okrese Rakovník. V letech 1880–1979 k obci patřila Kůzová a od 12. června 1960 do 31. prosince 1979 také Lhota a Smrk.